# Gyrtona lophota
Gyrtona lophota là một loài bướm đêm trong họ Noctuidae.